# اسکار پوتیورک
اسکار پتیورک (انگلیسی: Oskar Potiorek; ۲۰ نوامبر ۱۸۵۳ – ۱۷ دسامبر ۱۹۳۳) یک ژنرال ارتش اتریش_مجارستان و فرماندار استان بوسنی_هرزگوین از سال ۱۹۱۱ تا ۱۹۱۴ بود . (که آن زمان یک ایالت اتریشی بود) و همچنین یکی از دونفری بود که در حادثه ترور آرشیدوک فرانتس فردیناند در ژوئن ۱۹۱۴ سوار بر خودروی ولیعهد مقتول و همسرش بود . او نتوانست به راننده مسیر جدید را اطلاع بدهد که همین باعث چرخش اشتباه جلوی گاوریلو پرنسیپ شد . با آغاز جنگ و تهاجم ارتش اتریش_مجارستان به پادشاهی صربستان برای تنبیه این کشور به خاطر دست داشتن در ترور ولیعهد، وی به فرماندهی ارتش اتریش مجارستان در این جبهه منصوب شد. بخاطر شکست های پیاپی در حمله به صربستان در سال ۱۹۱۴ او از این مقام خلع شد و به زودی از ارتش بازنشست شد .

## اوایل زندگی

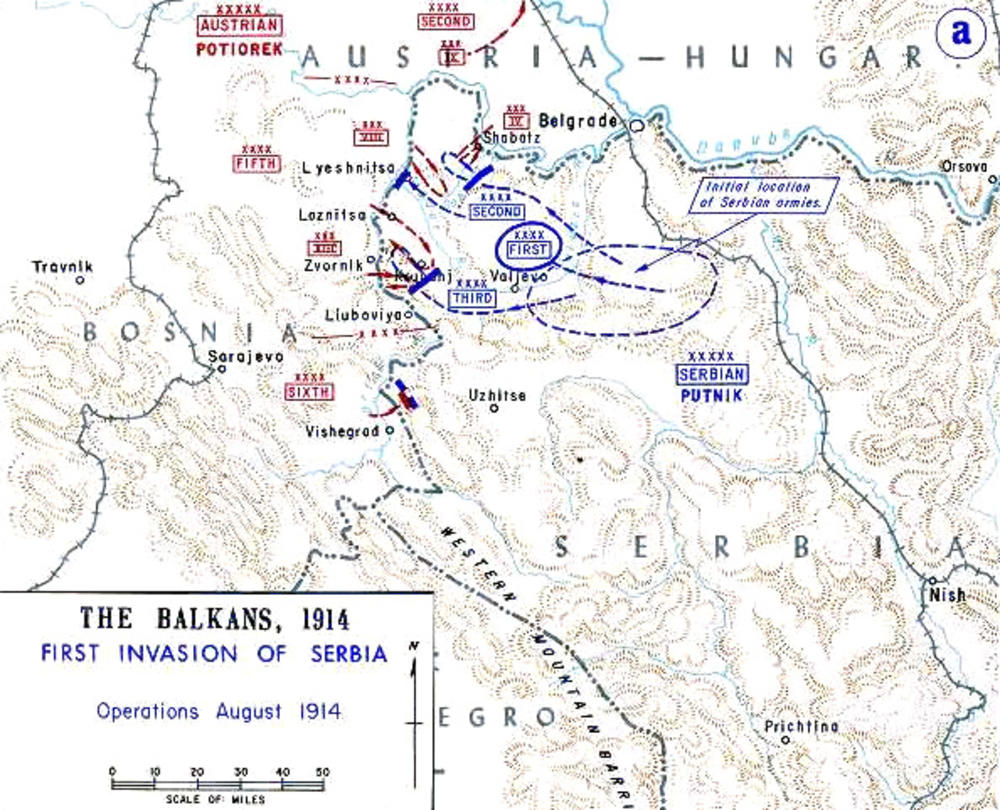
نبرد سر که در آن ارتش اتریش مجارستان به فرماندهی پوتریک از صربستان شکست خورد.

خانواده پوتیورک اصالت چک داشتند . خانواده قبل از تولد پوتیورک از بوهم به کارینثیا مهاجرت کردند . پدر او بعد از انتصاب به عنوان ناظر اصلی معدنی در بد بلایبرگ به کارینثیا مهاجرت کرد .
وی در آکادمی مدرسه جنگ وین تحصیل نموده و در ۱۸۷۹ به ستاد کل ارتش اتریش_مجارستان پیوست و در ۱۹۰۲ به حکم امپراتور فرانتس یوزف یکم به عنوان معاون رئیس ستاد برگزیده شد. اما به خواسته اش یعنی ریاست بر ستاد نرسید زمانی که امپراتور در ۱۹۰۶ این سمت را به دلایل ارثی به فرانتس کنراد فن هتسندورف و معاونت فرماندهی کل قوا را به ولیعهد آرشیدوک فرانتس فردیناند سپرد. پوتیورک در ۱۹۱۰ به سمت بازرس کل ارتش در سارایوو (پایتخت بوسنی و هرزگوین) و در ۱۹۱۱ با حفظ سمت نظامی اش، فرماندار بوسنی و هرزگوین گردید.
در ۱۹۱۳ پوتیورک آرشدوک فرانتس فردیناند و همسرش را رسماً برای بازدید از مانور نیروهایش در روزهای ۲۶ و ۲۷ ژوئن ۱۹۱۴ به سارایوو دعوت کرد. یک حمله تروریستی در ۱۹۱۰ به فرماندار پیشین بوسنی_هرزگوین به نام ماریان وارشانین و شایعاتی مبنی بر تهاجمات بعدی که نخست‌وزیر صربستان نیکلا پاشیچ بدین شایعات دامن می‌زد، مانع این نشد که آرشدوک از چنین شهر ناامنی بازدید کند، چه اینکه پوتیورک که تنها در فکر اعتبار خودش بود، وی را به این سفر کوتاه تشویق می‌کرد.

## ترور ولیعهد اتریش_مجارستان
در روز ۲۸ ژوئن ۱۹۱۴ پس از آنکه ولیعهد تاج و تخت اتریش_مجارستان یعنی فرانتس فردیناند و همسرش با قطار وارد سارایوو شدند، مورد استقبال رسمی فرماندار پوتیورک قرار گرفتند. شش اتومبیل منتظر زوج سلطنتی بودند. آنها طبق برنامه ای از پیش تنظیم شده ابتدا به کمپ نظامی فیلیپوویچ رفته و مختصراً از آن بازدید کردند. اکنون می‌خواستند با گذر از مسیر اسکله اَپل، به تالار شهر رفته تا استقبال اصلی از آنان به عمل آید. اما در این میان یکی از تروریست‌ها نارنجکی را به سمت خودروی ولیعهد پرتاب کرد که البته زیر خودروی پشتی منفجر شد و ولیعهد و همسرش و پوتیورک (که در خودروی آنها بود) آسیبی ندیدند. وقتی به تالار رسیدند، آرشدوک فردیناند خواست به بیمارستان سارایوو برای عیادت مجروحین حادثه برود؛ یکی از اعضای ستاد ولیعهد، آندریاس فون مورسی، با توجه به گزارشهای خود اظهار داشت که این کار ممکن است خطر دربرداشته باشد اما پوتیورِک چنین واکنش داد: «آیا شما می‌پندارید که سارایوو مملو از تروریست است؟ خودم مسئولیت آنرا بر عهده می‌گیرم.» در عین حال پیشنهاد نمود که خودوری سلطنتی بایستی از یک مسیر دوم (فرعی) به بیمارستان سارایوو برود. اما وی نتوانست راننده را از تصمیمش آگاه کند. وقتی راه افتادند، خودروهای نخست و دومِ اسکورت به راست به سوی پل لاتین در خیابانی فرعی پیچیدند، لویکا (راننده ولیعهد) نیز متعاقب آنان به راست پیچید. اما پوتیورک که در خودروی زوج سلطنتی نشسته بود، را صدا زد که توقف کند زیرا مسیر اشتباهی را می‌رود. به محض این که راننده پدال ترمز را فشرد تا خودرو را در کنار گاوریلو پرنسیپ صرب متوقف کند، پرینسیپ جلو آمد، اسلحه هفت تیر را بیرون کشیده و در فاصله ای چهار یا پنج قدمی دو گلوله آتش کرد: اولین به ورید ژوگولار ولیعهد اصابت نمود و دومین به شکم همسرش. نه پوتیورِک، نه کنت هاراش و نه لویکا هیچ‌یک آسیبی ندیدند. بعدها قاتل اعتراف نمود که گلوله دوم را در واقع به سوی پوتیورِک شلیک کرده بود.

## پس از ترور
پس از حادثه ترور، پوتیورک با تحریکاتش یک شورش ضد صربی در سارایوو به راه انداخت. وی همچنین یک سازمان شبه نظامی مزدور به نام گارد محافظتی (به آلمانی:Schutzkorps) تشکیل داد تا سیاست سرکوب و تنبیه صرب‌ها را عملی کند. این گارد غالباً از میان جمعیت بوسنیایی عضوگیری می‌کرد و در سرکوب صرب تبارهای بوسنی به ویژه آنانی که در شرق این استانِ اتریشی ساکن بودند نقشی فعال داشت. حدود ۵٬۵۰۰ شهروند صرب الاصل در بوسنی دستگیر شدند، بین ۷۰۰ تا ۲٬۲۰۰ نفر در زندان جان سپردند و ۴۶۰ تن نیز به جوخه اعدام سپرده شدند. حدود ۵٬۲۰۰ خانواده صرب نیز از بوسنی هرزگوین اخراج شدند.
به رغم این که پوتیورک مسئول کمبود تدابیر امنیتی در روز ترور بود، بر سر کارش ابقا شد. زمانی که این ترور و بحران ژوئیه ای که متعاقب آن پیش آمد، به جنگ جهانی اول منجر شد، پوتیورک به فرماندهی تمامی نیروهای ارتش امپراتوری اتریش_مجارستان در بالکان منصوب شد. حدس زده می‌شود که حس انتقام جویی ای که وی نسبت به صرب‌ها پس از حادثه ترور پیدا کرده بود، در انتصاب وی به عنوان فرمانده قوای مهاجم به صربستان بی تأثیر نبوده باشد. طبق گزارش‌ها، وی در فعالیت‌های جنگی خود به قدری آتشین و سرسخت بود که بارها گفت:"من از سارایوو جان سالم به در بردم تا در انتقام‌گیری کشته شوم!" اما ظاهراً فرماندهٔ کارآمدی نبود. ارتش کوچک پادشاهی صربستان در تمامی نبردهای مهم خود شکست ناپذیر باقی ماند و پس از شکست های فاجعه بار و عبرت آمیز در نبردهای سِر و کلوبارا با متحمل شدن تلفاتی عظیم در ۲۲ دسامبر ۱۹۱۴ وی را از سمت فرماندهی اش برکنار کردند.